# Barleria mucronifolia
Barleria mucronifolia är en akantusväxtart som beskrevs av Gustav Lindau. Barleria mucronifolia ingår i släktet Barleria och familjen akantusväxter. Inga underarter finns listade i Catalogue of Life.